# Golpe de cola

Animación de un tailstrike

En aviación, el término tailstrike (en español: "golpe con la cola") es un evento en el que la parte trasera de un avión golpea la pista. Esto puede suceder durante el despegue de un avión si el piloto tira demasiado de la palanca de mando, haciendo que la parte trasera del fuselaje entre en contacto con la pista. También puede ocurrir durante el aterrizaje si el piloto levanta el morro de manera demasiado agresiva. Esto suele ser el resultado de un intento de aterrizar lo más cerca del umbral de la pista.
El golpe de cola es físicamente posible solo en una aeronave con un tren de aterrizaje triciclo; con una configuración taildragger. Algunas aeronaves, que requieren un alto ángulo de ataque en el despegue, están equipadas con pequeñas ruedas de cola para evitar choques de cola. Un ejemplo es el Concorde.
Algunos aviones, como el Diamond DA20 de Diamond Aircraft Industries tiene un patín instalado para proteger la estructura del avión en caso de un golpe de cola.

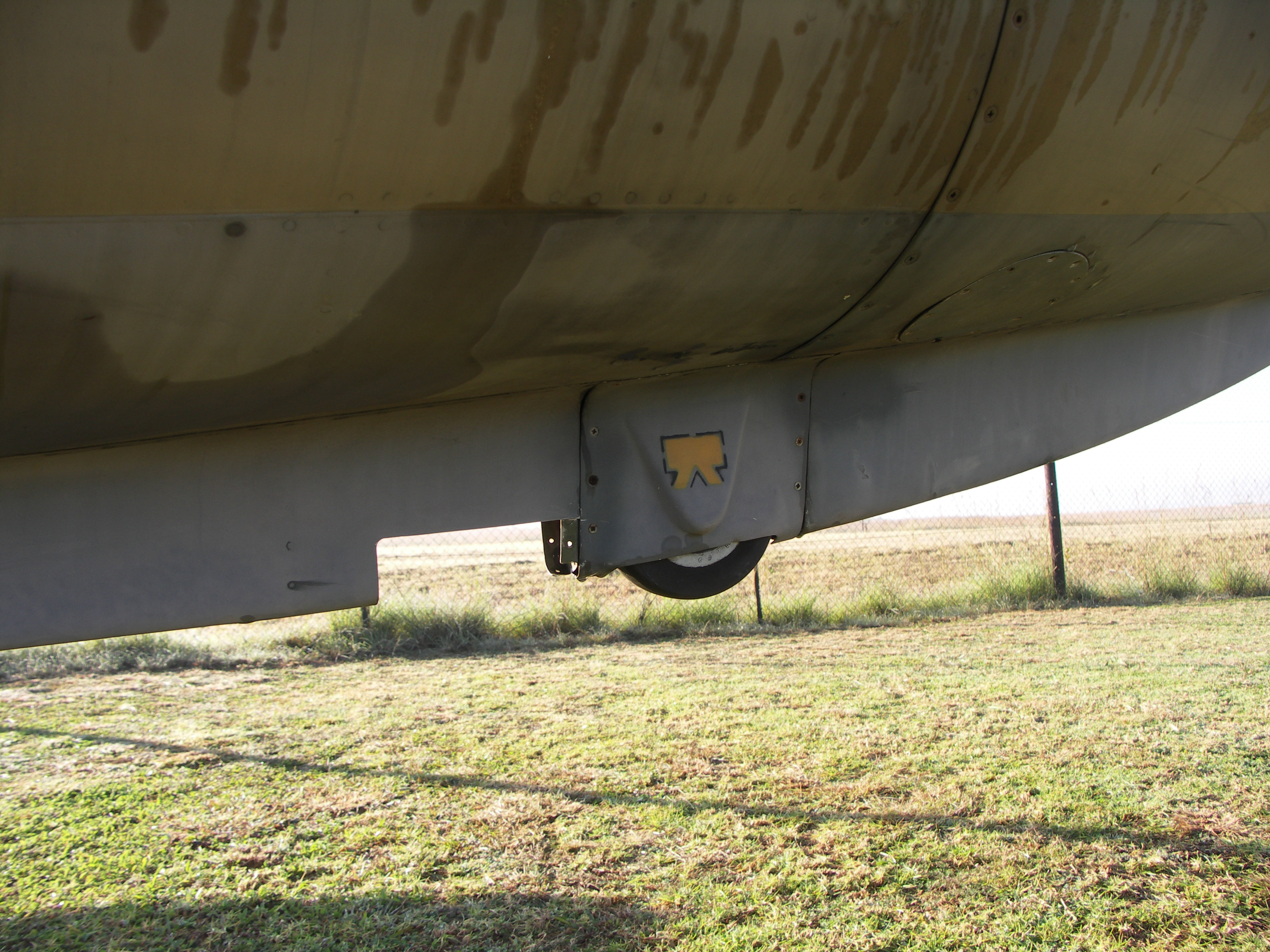
Rueda trasera en un Aermacchi MB-326 para minimizar el daño causado por el golpe de cola

Los incidentes de golpes de cola rara vez causan daños importantes o desencadenan situaciones peligrosas, pero pueden causar pérdidas financieras con aeronaves que deben inspeccionarse y repararse. Sin embargo, las malas reparaciones de la estructura dañada después de un accidente de cola pueden causar una falla estructural más adelante, después de repetidos ciclos de presurización y despresurización en el punto débil. Un ejemplo fue el vuelo 123 de Japan Airlines y otro fue el vuelo 611 de China Airlines. La aeronave involucrada en los accidentes había sufrido un golpe de cola unos años antes, luego de reparaciones incorrectas que resultaron en el desastre.

## Medidas de protección
Los aviones de ala fija con cola convencional y tren de aterrizaje en forma de triciclo son vulnerables al golpe de cola. Especialmente aquellos que requieren un ángulo de ataque alto en el despegue o el aterrizaje. Pueden estar equipados con un dispositivo de protección como una pequeña rueda de cola (Concorde y Saab Draken), patín de cola (Diamond DA20) o parachoques de cola reforzado. El dispositivo puede ser fijo o retráctil dependiendo del propietario que lo fábrica.

## Investigaciones
Los accidentes con golpes de cola rara vez son peligrosos en sí mismos, pero después  de un golpe de cola la aeronave debe inspeccionarse a fondo y las reparaciones pueden ser difíciles y costosas si el casco presurizado está involucrado. Se sabe que las inspecciones inadecuadas y las reparaciones incorrectas de fuselajes dañados después de un golpe de cola pueden causar fallas estructurales catastróficas mucho después del incidente, luego de múltiples ciclos de presurización.

## Accidentes notables
- Vuelo 407 de Emirates: Impacto de cola durante el despegue al corregir empuje insuficiente.

- Vuelo 4805 de KLM: Impacto de cola durante el despegue al intentar evitar una colisión en el desastre del aeropuerto de Tenerife.[6]

- Vuelo 123 de Japan Airlines: Reparaciones inadecuadas de un Golpe de cola anterior durante el aterrizaje, lo que resultó en una falla catastrófica siete años después. Las 520 víctimas fatales hicieron de este el accidente de una sola aeronave más mortal en la historia de la aviación.[7]

- Vuelo 611 de China Airlines: Reparaciones inadecuadas a un golpe de cola anterior al aterrizar, lo que resultó en una falla catastrófica veintidós años después.

- Vuelo 304 de Middle East Airlines: Impacto de cola al aterrizar en el Aeropuerto Internacional de El Cairo.

- Vuelo 611 de Air India Express:  Fuerte impacto de cola durante el despegue tras el colapso del respaldo del capitán que provocó una colisión con la antena del localizador y el muro perimetral.

- El vuelo 782 de Air Transport International: Sufrió un impacto en la cola al intentar despegar del Aeropuerto Internacional de Kansas City.

## Helicópteros
Los Golpe de cola también pueden ocurrir en helicópteros, y un ejemplo de esto es un AW139 australiano que al aterrizar golpeó la vegetación con su cola trasera.  En el caso de los helicópteros, un impacto de cola puede significar que el rotor de cola, la pluma o la aleta de cola se dañen por contacto.
Otro tipo de peligro para los helicópteros que tienen un brazo de cola, es que el rotor principal y la cola golpeen entre sí, lo que puede provocar que la cola se corte y/o dañar la pala del rotor principal.